# Каптерев, Павел Николаевич
Павел Николаевич Каптерев (1889—1955) — учёный, педагог.

## Биография
Сын церковного историка, профессора Московской духовной академии Николая Фёдоровича Каптерева (1847—1917) и жены его Веры Сергеевны Смирновой (1856—1942).
Окончил Сергиево-Посадскую гимназию и естественное отделение физико-математического факультета (1911) Императорского Московского университета. В дальнейшем учился на философском отделении историко-филологического факультета.
Работал в Зоологическом институте Московского университета в лаборатории профессора Н. Зографа. Летом 1912 года проводил гидробиологические исследования в Кунгуре Пермской губернии. Попутно описал Дивью пещеру на Колве, Кунгурскую ледяную пещеру и две пещеры на правом берегу р. Чусовой, около с. Куликово.
В 1910-х годах сотрудничал в журнале «Богословский вестник», где публиковал, в том числе, материалы из архива своего деда, ректора Московской духовной академии С. К. Смирнова. Принимал активное участие в подготовке и издании сборника «У Троицы в Академии».
Был членом партии кадетов.
Преподавал в университете, а также в других учебных заведениях, в том числе, 6-й опытно-показательной школе МОНО, курсах подготовки рабочих и крестьян для поступления в вузы (1919—1920).
Стал одним из создателей Комиссии по охране памятников искусства и старины Троице-Сергиевой лавры. По поручению комиссии совместно с П. А. Флоренским составил проект Музея Троице-Сергиевой лавры. В 1920-х годах был арестован по делу Тактического центра и осужден на 5 лет условно.
В 1933 был вторично арестован по обвинению в участии в контрреволюционной организации «Партия Возрождения России» вместе с о. Павлом Флоренским. Ссылку отбывал в г. Свободном Амурской области затем на Сковородинской научно-исследовательской мерзлотной станции, где занимался изучением вечной мерзлоты.
После освобождения в 1936 г. президентом АН СССР А. П. Карпинским был приглашен в Институт мерзлотоведения Академии наук СССР на должность старшего научного сотрудника. Получил временную прописку в Москве. Участвовал в экспедициях в 1937—1938 гг. Бодайбо, в 1940 г. в Бурят-Монголии.
С 1944 г. кандидат биологических наук, доктор географических наук. После войны в связи с наличием судимости в прописке П. Н. Каптереву было отказано. Работал профессором Ивановского педагогического института (1945).
В 1953 г. реабилитирован.
Умер в Москве. Похоронен на Калитниковском кладбище.

Могила Каптерева на Калитниковском кладбище Москвы.

## Семья
- Первая жена — Елена Сергеевна Шамбинаго (1901—1983), дочь С. К. Шамбинаго.
  - Их дочь — искусствовед Татьяна Каптерева-Шамбинаго
- Вторая жена — Надежда Семёновна Заварицкая, урожденная Уварова (1892—1964)[2]

## Труды
- О некоторых пещерах Пермской и Казанской губерний. — М.: тип. т-ва И. Н. Кушнерев и К°, 1913.
- Из истории Троицкой лавры // Троице-Сергиева лавра / Р. С. Ф. С. Р. Народный комиссариат по просвещению. Отдел по делам музеев и охране памятников искусства и старины. Комиссия по охране памятников искусства и старины Троице-Сергиевой лавры. — Сергиев Посад : Типография И. Иванова, 1919.
- Происхождение и развитие земли и жизни на земле / Вч. С. Муралевич, П. Н. Каптерев. — [М.] : изд-во МГСПС «Труд и книга», 1928
- Отчего бывают землетрясения. — М.; Л.: Госуд. изд-во, 1929.
- Вечная мерзлота и строительство на ней / Быков Η. Я, Каптерев П. Н. М., 1940.
- По тайге (Путевые очерки). — [М.] : Изд-во и тип. изд-ва «Моск. рабочий», 1948.